# Mario Lucca
Mario Bruno Lucca Guerra (n. San Miguel de Tucumán, Provincia de Tucumán, Argentina; 6 de agosto de 1961) es un exfutbolista argentino nacionalizado chileno que jugó como defensa. Ha militado en diversos clubes de Argentina y Chile. Recordado fue su exitoso paso por la Unión Española de Chile, ya que ganó la Copa Chile de 1992 y 1993 con los hispanos, venciendo en esas finales a Colo-Colo y Cobreloa respectivamente y que fue parte, de su exitoso paso por Chile. Además le puso el apodo de "Pony" a Rodrigo Ruíz.

## Selección nacional
A pesar de que no jugó nunca en el seleccionado argentino adulto, fue internacional con las selecciones inferiores, llegando a disputar el torneo de fútbol de los Juegos Olímpicos de Seúl 1988.

### Participaciones en Juegos Olímpicos
| Juegos                        | Sede | Resultado        |
| ----------------------------- | ---- | ---------------- |
| Juegos Olímpicos de Seúl 1988 | Seúl | Cuartos de final |

## Clubes
| Club               | País      | Año       |
| ------------------ | --------- | --------- |
| Atlético Tucumán   | Argentina | 1980-1981 |
| Nueva Chicago      | Argentina | 1982-1984 |
| Vélez Sarsfield    | Argentina | 1984-1991 |
| Unión Española     | Chile     | 1992-1994 |
| Deportes Temuco    | Chile     | 1995-1997 |
| Audax Italiano     | Chile     | 1998      |
| Deportes La Serena | Chile     | 1999      |

## Palmarés
| Título     | Club           | País  | Año  |
| ---------- | -------------- | ----- | ---- |
| Copa Chile | Unión Española | Chile | 1992 |
| Copa Chile | Unión Española | Chile | 1993 |